# Dora (film 1910)
Dora è un cortometraggio muto del 1910 diretto da Bert Haldane. Il soggetto del film prende spunto da una poesia di Alfred Lord Tennyson.

## Trama
Un agricoltore rinnega il figlio quando questi si sposa con una domestica, per poi pentirsi amaramente del suo comportamento quando il figlio morirà.

## Produzione
Il film fu prodotto dalla Hepworth.

## Distribuzione
Distribuito dalla Hepworth, il film - un cortometraggio di 175 metri - uscì nelle sale cinematografiche britanniche nell'ottobre1910.
Si conoscono pochi dati del film che, prodotto dalla Hepworth, fu distrutto nel 1924 dallo stesso produttore, Cecil M. Hepworth. Fallito, in gravissime difficoltà finanziarie, il produttore pensò in questo modo di poter almeno recuperare il nitrato d'argento della pellicola.